# آریانی لیپسکی
آریانی لیپسکی (انگلیسی: Ariane Lipski؛ زادهٔ ۲۶ ژانویهٔ ۱۹۹۴) ورزشکار هنرهای رزمی ترکیبی اهل برزیل است. وی از سال ۲۰۱۳ میلادی تاکنون مشغول فعالیت بوده‌است. او هم‌اکنون در دسته پروزن سازمان یواف‌سی مبارزه می‌کند.